# Mogera imaizumii
Mogera imaizumii hay Chuột chũi Nhật Bản nhỏ, là một loài động vật có vú trong họ Talpidae, bộ Soricomorpha. Loài này được Kuroda mô tả năm 1957.

## Phân bố
Đây là loài đặc hữu của Nhật Bản chúng sống ở vùng đồng bằng Echigo trừ một số tỉnh Shizuoka, Nagano, Ishikawa và sống ở trung tâm của vùng Đông Bắc Nhật Bản. Ngoài ra, chúng còn phân bố ở một vài nơi như tỉnh Kyoto, Hiroshima, Shikoku và núi Ishizuchisan.

## Hình ảnh

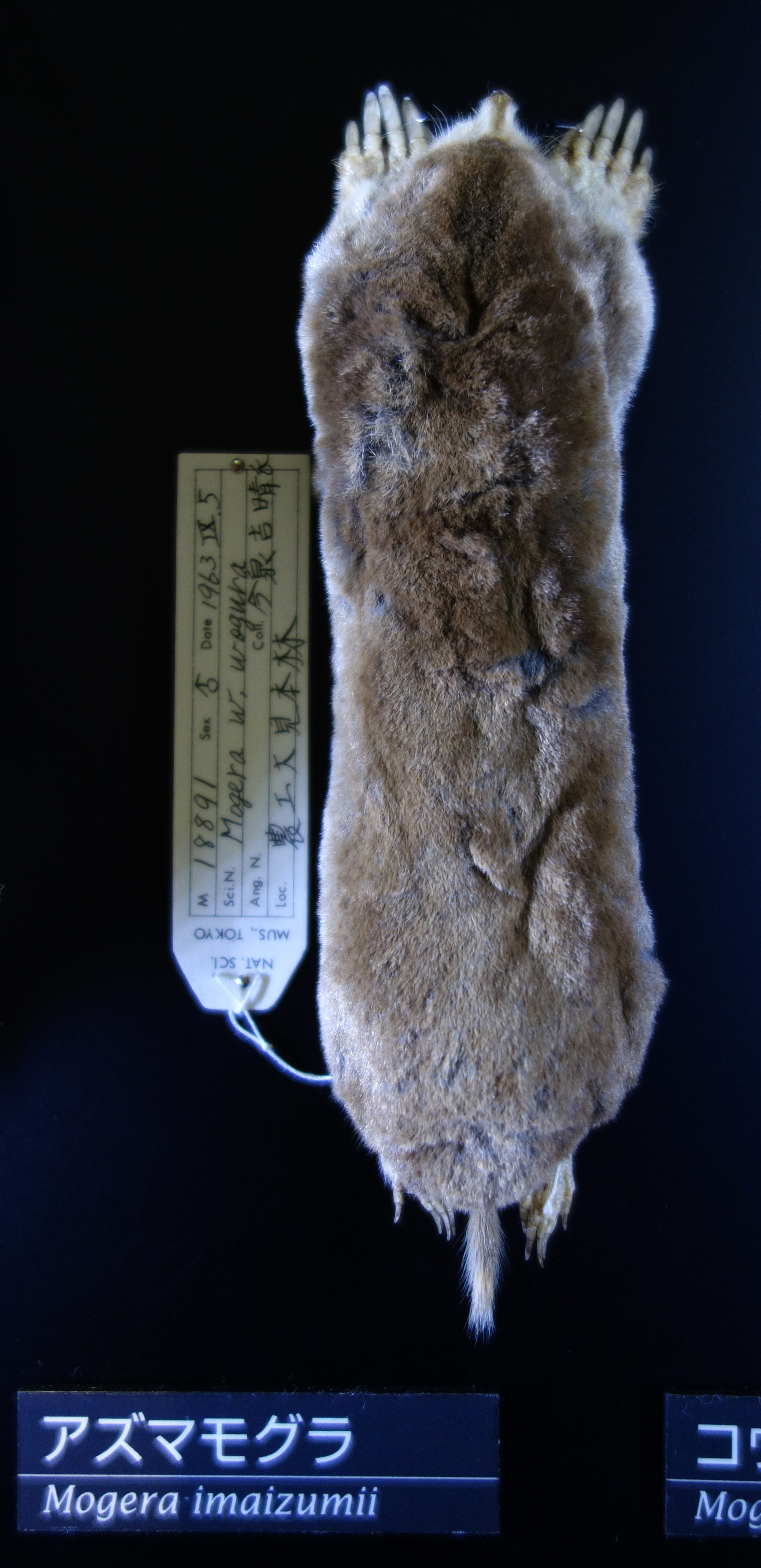

## mô tả
Chúng dài 120 đến 160 mm, có chiều dài đuôi từ khoảng 14mm đến 22mm, trọng lượng cơ thể sẽ từ khoảng 50g đến 130g.